# Brandão entre o Mar e o Amor
Brandão entre o Mar e o Amor é um romance escrito por Graciliano Ramos, Jorge Amado, José Lins do Rego, Aníbal Machado e Rachel de Queiroz. Foi publicado em 1942.